# フアン・ホセ・ペレア
フアン・ホセ・ペレア・メンドーサ（Juan José Perea Mendoza 、2000年2月23日 - ）は、コロンビア・ボゴタ出身のプロサッカー選手。2. ブンデスリーガ・ハンザ・ロストック所属。ポジションは、フォワード。

## クラブ歴
2019年夏、移籍金非公開の2年契約でパナシナイコスに移籍した。2019年8月31日、1-3で敗れたOFIクレタ戦でギリシャ・スーパーリーグ初出場を果たした。2019年11月10日、AEKとのアテネ・ダービーで初ゴールを決め3-2の勝利に貢献した。
2021年7月19日、PASヤニナFCに3年契約で移籍した。
2022年7月8日、VfBシュトゥットガルトと2026年6月30日までの契約を結んだ。
2023年8月4日、2023-24シーズンはハンザ・ロストックへレンタル移籍することが決定した。

## 個人成績
2020年1月22日現在
| クラブ         | リーグ                   | シーズン | リーグ | リーグ | カップ | カップ | 合計 | 合計 |
| クラブ         | リーグ                   | シーズン | 出場   | 得点   | 出場   | 得点   | 出場 | 得点 |
| -------------- | ------------------------ | -------- | ------ | ------ | ------ | ------ | ---- | ---- |
| パナシナイコス | ギリシャ・スーパーリーグ | 2019-20  | 15     | 3      | 1      | 0      | 16   | 3    |
| パナシナイコス | 合計                     | 合計     | 15     | 3      | 1      | 0      | 16   | 3    |
| 通算           | 通算                     | 通算     | 15     | 3      | 1      | 0      | 16   | 3    |